# Penelope Gilliatt
Penelope Gilliatt, de son vrai nom Penelope Ann Douglass Conner, est une écrivaine, une scénariste et une critique de cinéma britannique née le 25 mars 1932 à Londres (Angleterre) et morte le 9 mai 1993 à Londres.

## Biographie
Penelope Gilliatt suit des études au Queens' College de Londres, puis au Bennington College dans le Vermont,.
Après avoir gagné un prix pour une nouvelle parue dans le Vogue britannique, elle y est engagée et retourne alors à Londres,. Plus tard elle travaille pour l'Institut des relations du Pacifique à New York, puis devient critique de cinéma pour The Observer en 1961 puis pour le New Yorker en 1967. Elle quitte le New Yorker en 1979 après des critiques de Graham Greene à propos d'un article qu'elle avait écrit sur lui, ce même article ayant de plus été accusé de plagiat par un romancier, Michael Mewshaw. Elle continue cependant à y contribuer ponctuellement, notamment en y écrivant des portraits d'acteurs.
Son premier roman One by One paraît en 1965.

## Œuvres

### romans, nouvelles
- 1965 : One by One, roman
- 1967 : A State of Change, roman
- 1970 : What's It Like Out?, nouvelles
- 1977 : Splendid Lives, nouvelles
- 1978 : The Cutting Edge, roman
- 1982 : Quotations from Other Lives, nouvelles
- 1983 : Mortal Matters, roman
- 1985 : They Sleep Without Dreaming, nouvelles
- 1986 : 22 Stories, nouvelles
- 1988 : A Woman Of Singular Occupation, roman
- 1990 : To Wit: Skin and Bones of Comedy
- 1990 : Lingo, nouvelles

### essais sur le cinéma
- 1971 : Sunday Bloody Sunday, scénario du film
- 1973 : Unholy Fools: Wits, Comics, Disturbers of the Peace
- 1975 : Jean Renoir: Essays, Conversations, Reviews
- 1976 : Jacques Tati
- 1980 : Three-Quarter Face: Reports & Reflections

## Filmographie

### Télévision
- 1959 : The Western de Michael Redington
- 1968 : Living on the Box de Mamoun Hassan
- 1975 : Voyage around Britain de John Bulmer
- 1975 : Center Play  (épisode The Flight Fund) de Graham Evans
- 1979 : A Voyage round Great Britain de John Bulmer

### Cinéma
- 1971 : Un dimanche comme les autres de John Schlesinger

## Distinctions
Pour le scénario de Un dimanche comme les autres

### Récompenses
- National Society of Film Critics Awards 1971 : Meilleur scénario
- New York Film Critics Circle Awards 1971 : Meilleur scénario
- Writers Guild of America Awards 1972 : Meilleur scénario original
- Writers' Guild of Great Britain Award 1972 : Meilleur scénario original britannique

### Nominations
- Oscars du cinéma 1972 : Oscar du meilleur scénario original
- BAFTA 1972 : BAFA du meilleur scénario